# 자백 (2016년 영화)
《자백》은 2016년에 개봉한 대한민국의 다큐멘터리 영화이다. 수만 명의 시민들이 참여한 스토리펀딩으로 제작되었다.

## 줄거리
서울시 공무원 간첩 혐의 사건 등 대한민국에서 벌어진 간첩 조작 사건을 다룬다.

## 등장인물
- 김기춘 당시 중앙정보부 대공수사국 부장
- 원세훈 당시 국가정보원장
- 최승호 피디

## 수상
- 2016년 제17회 전주국제영화제 아시아영화진흥기구상
- 2016년 제17회 전주국제영화제 다큐멘터리상